# Salisbury (album)
Salisbury è il secondo album in studio del gruppo britannico Uriah Heep pubblicato nel febbraio 1971. Il materiale, più vicino stilisticamente al progressive rock rispetto all'esordio, fu voluto soprattutto da Ken Hensley, il quale compose la maggior parte dei brani.
La title track fu registrata con la collaborazione di un'orchestra di ventisei elementi, per la quale il compositore John Fiddy curò gli  arrangiamenti: assieme a Lady in Black e High Priestess, uscì come singolo.

## Tracce

### Lato A
1. Bird of Prey (Box/Byron/Newton) – 4:13
2. The Park (Hensley) – 5:41
3. Time to Live (Box/Byron/Hensley) – 4:01
4. Lady in Black (Hensley) – 4:44

### Lato B
1. High Priestess (Hensley) – 3:42
2. Salisbury (Byron/Hensley/Box) – 16:20

## Formazione
- David Byron – voce solista (eccetto tracce 4 e 5), cori
- Ken Hensley – chitarra, voce solista (tracce 4 e 5), cori, pianoforte, clavicembalo, organo, vibrafono
- Mick Box – chitarra, cori
- Paul Newton – basso
- Keith Baker – batteria

## Curiosità
- Il carro armato in copertina e il titolo si riferiscono a Salisbury Plain nel Wiltshire (Inghilterra), base di addestramento militare.
- Nell'LP originale erano presenti alcune note introduttive al contenuto del disco, firmate da Ken Hensley.
- Questo lavoro ebbe ottimi riscontri commerciali sul mercato italiano, raggiungendo come massimo risultato la ventesima posizione nella classifica degli album più venduti[4], ottenendo complessivamente il 71º posto tra gli LP più acquistati nel 1971[4].